# Artūras Melianas
Artūras Melianas (ur. 25 lutego 1964 w Poniewieżu) – litewski polityk, ekonomista, samorządowiec, poseł na Sejm Republiki Litewskiej, w 2012 minister spraw wewnętrznych. Od 2013 do 2014 ostatni przewodniczący Związku Liberałów i Centrum.

## Życiorys
W 1992 został absolwentem ekonomii na Uniwersytecie Wileńskim, a w 2000 ukończył studia w zakresie pracy socjalnej. Przebywał na stażach w Polsce, Irlandii, Danii i Stanach Zjednoczonych.
W pierwszej połowie lat 90. pracował jako inżynier w przedsiębiorstwie wytwórczym. Od 1995 do 2000 pełnił funkcję zastępcy dyrektora centrum pomocy społecznej w Wilnie. Od 1997 jednocześnie zasiadał w radzie miasta, w której kierował komitetem spraw socjalnych.
W 1990 wstąpił do Litewskiego Związku Liberałów. W 2000 z ramienia tego ugrupowania uzyskał mandat posła na Sejm. Cztery lata później z listy Związku Liberałów i Centrum bez powodzenia ubiegał się o reelekcję.
W 2005 objął stanowisko wicedyrektora departamentu zdrowia i ochrony socjalnej oraz jednocześnie naczelnika wydziału pomocy społecznej w wileńskiej administracji miejskiej. Rok później został zastępcą naczelnika okręgu wileńskiego. Odpowiadał za sprawy pomocy społecznej, ochrony zdrowia, edukacji i kultury. Zajmował się także współpracą z organizacjami pozarządowymi, obejmując funkcje wiceprezesa Litewskiego Czerwonego Krzyża oraz wiceprezesa Stowarzyszenia Pracowników Socjalnych.
W wyniku wyborów parlamentarnych w 2008 powrócił do Sejmu, pokonując w II turze w okręgu jednomandatowym Tadeusza Andrzejewskiego z AWPL. W Sejmie pełnił funkcję wiceprzewodniczącego komisji spraw społecznych i pracy. W 2009 został wiceprzewodniczącym Związku Liberałów i Centrum. 12 kwietnia 2012 otrzymał nominację na stanowisko ministra spraw wewnętrznych w koalicyjnym rządzie Andriusa Kubiliusa.
W 2012 nie został wybrany do Sejmu, a kierowana przez niego partia nie przekroczyła wyborczego progu. W grudniu tego samego roku Artūras Melianas zakończył urzędowanie na stanowisku rządowym. W marcu 2013 został wybrany na przewodniczącego Związku Liberałów i Centrum; partia ta zakończyła działalność w 2014. W późniejszych latach związany z Litewską Partią Zielonych.